# Medicago lanigera
Medicago lanigera är en ärtväxtart som beskrevs av Constantin Konstantin Georg Alexander Winkler och Boris Fedtjenko. Medicago lanigera ingår i släktet luserner, och familjen ärtväxter. Inga underarter finns listade i Catalogue of Life.